# Благовка (Могилёвская область)
Благовка (бел. Благаўка) — деревня в Городищенском сельсовете Шкловского района Могилёвской области Белоруссии.
Деревня расположена на высоте 181 м над уровнем моря, к югу от центра сельсовета — деревни Городище.

## История
В Могилёвской губернии деревня Благовка относилась к Городищенской волости Горецкого уезда.